# Umbilical
Umbilical é o segundo álbum de estúdio do cantor e compositor brasileiro Tiago Iorc, lançado em 10 de outubro de 2011, através do selo discográfico SLAP da gravadora Som Livre.

## Desenvolvimento
"Criei o trabalho num momento que precisei me isolar, refletir, compor músicas, terminar outras que estavam inacabadas.
Conforme as minhas canções foram surgindo fiz essa “ligação” do Umbilical com as coisas essenciais da vida como o convívio e a
relação com a minha família. O nome Umbilical faz uma analogia à gestação, aos cordões imaginários de conexão com os elos da vida cotidiana", comentou o artista ao ser questionado sobre o título do álbum.
Tiago passou pouco mais de cinco meses reunindo pensamentos e ideias musicais em seu apartamento no Brasil antes de juntar-se com o nova-iorquino Andy Chase para a produção de Umbilical.
Chase - que já havia trabalhado com grupos como The Smashing Pumpkins, Tahiti 80, e The Divine Comedy - pré-produziu o álbum de Tiago através da internet antes de realmente reunir-se com ele no Rio de Janeiro para sessões de gravação. Depois de duas semanas de acabamento das bases das faixas com a banda, ambos voltaram para Nova York para a gravação final e mixagem no Stratosphere Sound - estúdio de gravação onde Chase é co-proprietário com o ex-guitarrista do Smashing Pumpkins James Iha e o membro da banda Fountains of Wayne Adam Schlesinger.

## Lista de faixas
Todas as canções são escritas por Tiago Iorc exceto onde indicado
| N.º | Título                      | Compositor(es)        | Duração |  |
| 1.  | "Story of a Man"            |                       | 3:57    |  |
| 2.  | "Ducks In a Pond"           |                       | 5:12    |  |
| 3.  | "Just So You Know"          |                       | 4:04    |  |
| 4.  | "What Weighs Me Down"       |                       | 5:46    |  |
| 5.  | "Umbilical"                 |                       | 4:12    |  |
| 6.  | "Patron"                    |                       | 4:11    |  |
| 7.  | "Gave Me a Name"            |                       | 5:16    |  |
| 8.  | "Even (Song to a Friend)"   | Tiago Iorc Leomaristi | 3:14    |  |
| 9.  | "Who Needs Answers"         |                       | 3:54    |  |
| 10. | "If Everything Is Worth It" |                       | 3:38    |  |
| 11. | "Unordinary Gold"           |                       | 3:44    |  |